# Khan Asad Pasha
Khan Asad Pasha (en árabe: خان أسعد باشا) es el mayor khan en la Ciudad vieja de Damasco, con una superficie de 2500 metros cuadrados. Se encuentra en el zoco Al-Buzuriyah y fue construido y nombrado en honor a Asad Pasha al-Azm, gobernador de Damasco, entre los años 1751 y 1752. Khan Asad Pasha ha sido descrito como uno de los mejores caravasares de Damasco, y la obra más ambiciosa de arquitectura de la ciudad. Durante la era otomana, hospedó las caravanas provenientes de Bagdad, Mosul, Aleppo, Beirut y de otras partes del Oriente Medio.

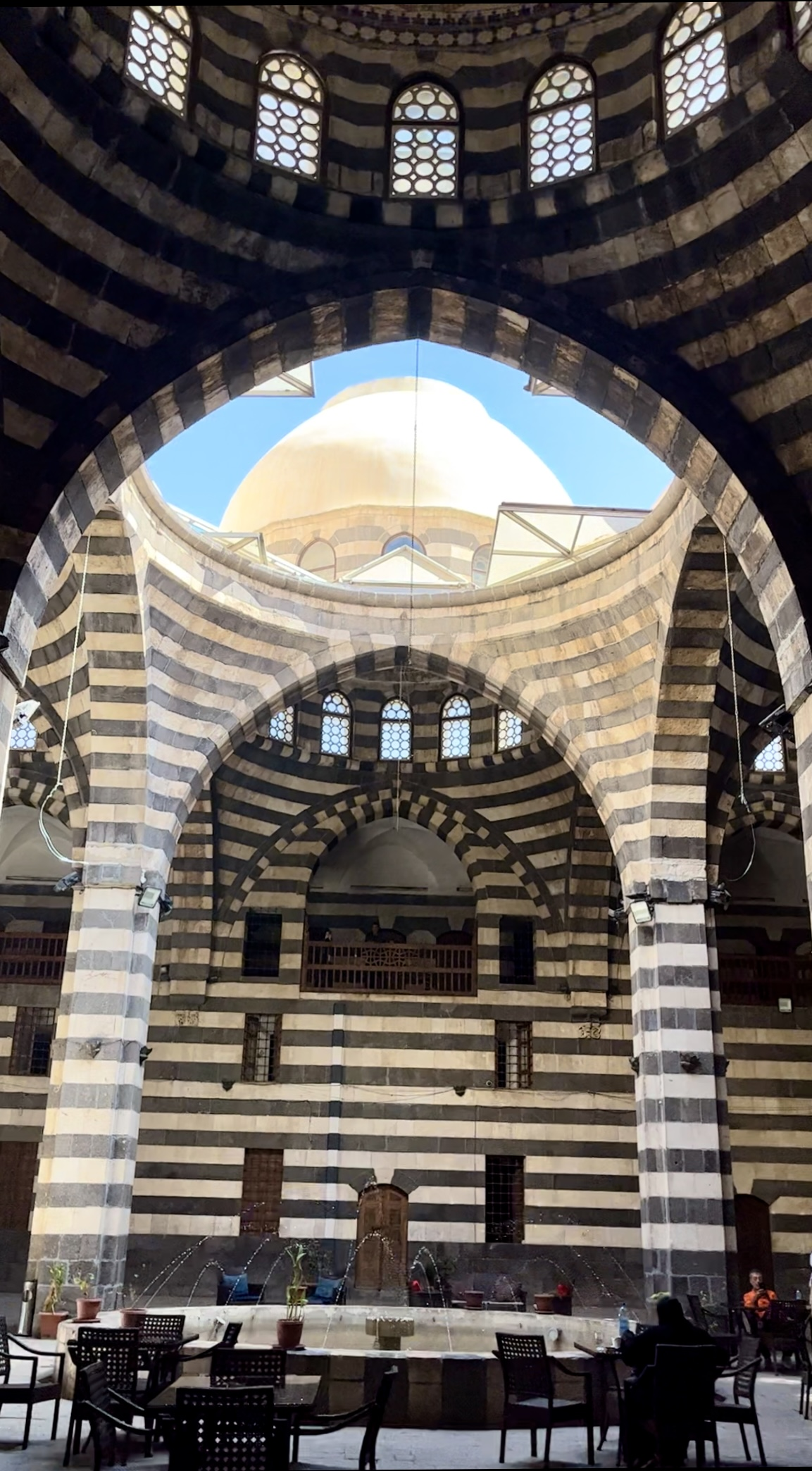